# Englische Cricket-Nationalmannschaft in Indien in der Saison 1981/82
Die Tour der englischen Cricket-Nationalmannschaft nach Indien in der Saison 1981/82 fand vom 25. November bis zum 4. Februar 1981 statt. Die internationale Cricket-Tour war Bestandteil der Internationalen Cricket-Saison 1981/82 und umfasste sechs Tests und drei ODIs. Indien gewann die Test-Serie 1–0 und die ODI-Serie 2–1.

## Vorgeschichte
Für beide Mannschaften ist es die erste Tour der Saison.
Das letzte Aufeinandertreffen der beiden Mannschaften bei einer Tour fand in der Saison 1979/80 in Indien statt.

## Stadien
Die folgenden Stadien wurden für die Tour als Austragungsort vorgesehen.
| Stadion                                     | Stadt     | Kapazität | Spiele  |
| ------------------------------------------- | --------- | --------- | ------- |
| Sardar Patel Stadium                        | Ahmedabad | 54.000    | 1. ODI  |
| Karnataka State Cricket Association Stadium | Bangalore | 42.000    | 2. Test |
| M. A. Chidambaram Stadium                   | Madras    | 46.000    | 5. Test |
| Barabati Stadium                            | Cuttack   | 45.000    | 3. ODI  |
| Feroz Shah Kotla                            | Delhi     | 48.000    | 3. Test |
| Burlton Park                                | Jalandhar | 16.000    | 2. ODI  |
| Eden Gardens                                | Kalkutta  | 82.000    | 4. Test |
| Green Park Stadium                          | Kanpur    | 33.000    | 6. Test |
| Brabourne Stadium                           | Bombay    | 25.000    | 1. Test |

## Kaderlisten
Die Kaderlisten wurden vor der Tour bekanntgegeben.
| Test | Test | ODI | ODI |
| Indien | England | Indien | England |
| --- | --- | --- | --- |
| - Sunil Gavaskar (K) - Kirti Azad - Dilip Doshi - Kapil Dev - Syed Kirmani (wk) - Madan Lal - Ashok Malhotra - Sandeep Patil - Pranab Roy - Yashpal Sharma - Ravi Shastri - Kris Srikkanth - Dilip Vengsarkar - Gundappa Viswanath - Shivlal Yadav | - Keith Fletcher (K) - Paul Allott - Ian Botham - Geoff Boycott - Graham Dilley - John Emburey - Mike Gatting - Graham Gooch - David Gower - John Lever - Chris Tavaré - Bob Taylor (wk) - Derek Underwood - Bob Willis | - Sunil Gavaskar (K) - Kirti Azad - Roger Binny - Kapil Dev - Dilip Doshi - Syed Kirmani (wk) - Arun Lal - Madan Lal - Ashok Malhotra - Suru Nayak - Sandeep Patil - Yashpal Sharma - Ravi Shastri - Randhir Singh - Kris Srikkanth - Dilip Vengsarkar - Gundappa Viswanath | - Keith Fletcher (K) - Ian Botham - Geoff Boycott - Geoff Cook - Mike Gatting - Graham Gooch - David Gower - John Lever - Jack Richards (wk) - Chris Tavaré - Bob Taylor (wk) - Derek Underwood - Bob Willis |

## Tour Matches
| 13. – 15. November Scorecard | Pune | India Under-22s 339-7d (81) & 180-2d (41) | – | England XI 219-1d (79.4) & 303-4 (47) |
|                              |      | England XI gewinnt mit 6 Wickets          |   |                                       |

| 17. – 19. November Scorecard | Nagpur | Indian Board President’s XI 202 (55.1) & 176 (59.4) | – | England XI 243 (78.1) & 136-5 (38.1) |
|                              |        | England XI gewinnt mit 5 Wickets                    |   |                                      |

| 21. – 23. November Scorecard | Vadodara | England XI 278-4d (100) & 171-2 (47) | – | West Zone 179 (60.5) & 197-4 (57) |
|                              |          | Remis                                |   |                                   |

| 4. – 6. Dezember Scorecard | Hyderabad | South Zone 247-9d (72) & 241-7d (60.5) | – | England XI 186-0d (57) & 223-4 (68) |
|                            |           | Remis                                  |   |                                     |

| 16. – 18. Dezember Scorecard | Jammu | North Zone 167 (61.1) & 200-5d (74.5) | – | England XI 154 (63.3) & 127-0 (43) |
|                              |       | Remis                                 |   |                                    |

| 8. – 10. Januar Scorecard | Jamshedpur | North Zone 242 (83.5) & 74-0 (29) | – | England XI 356-8d (100) |
|                           |            | Remis                             |   |                         |

| 22. – 24. Januar Scorecard | Indore | England XI 436-7d (93.3) & 210-1d (52) | – | Central Zone 311 (80.2) |
|                            |        | Remis                                  |   |                         |

## One-Day Internationals

### Erstes ODI in Ahmedabad
| 25. November Scorecard | Ahmedabad | Indien 156-7 (46/46)          | – | England 160-5 (43.5/46) |
|                        |           | England gewinnt mit 5 Wickets |   |                         |

England gewann den Münzwurf und entschied sich als Feldmannschaft zu beginnen. Als Spieler des Spiels wurde Mike Gatting ausgezeichnet.

### Zweites ODI in Jullundur
| 20. Dezember Scorecard | Jullundur | England 161-7 (36/36)        | – | Indien 164-4 (35.3/46) |
|                        |           | Indien gewinnt mit 6 Wickets |   |                        |

Indien gewann den Münzwurf und entschied sich als Feldmannschaft zu beginnen. Als Spieler des Spiels wurde Dilip Vengsarkar ausgezeichnet.

### Drittes ODI in Cuttack
| 27. Januar Scorecard | Cuttack | England 230-6 (46/46)        | – | Indien 231-5 (46/46) |
|                      |         | Indien gewinnt mit 5 Wickets |   |                      |

Indien gewann den Münzwurf und entschied sich als Feldmannschaft zu beginnen. Als Spieler des Spiels wurde Sunil Gavaskar ausgezeichnet.

## Tests

### Erster Test in Bombay
| 27. November – 1. Dezember Scorecard | Bombay | Indien 179 (57) & 227 (77.3) | – | England 166 (100.1) & 102 (26.2) |
|                                      |        | Indien gewinnt mit 138 Runs  |   |                                  |

Indien gewann den Münzwurf und entschied sich als Schlagmannschaft zu beginnen. Als Spieler des Spiels wurde Kapil Dev ausgezeichnet.

### Zweiter Test in Bangalore
| 9. – 14. Dezember Scorecard | Bangalore | England 400 (158) & 174-3d (69) | – | Indien 428 (150) |
|                             |           | Remis                           |   |                  |

England gewann den Münzwurf und entschied sich als Schlagmannschaft zu beginnen. Als Spieler des Spiels wurde Sunil Gavaskar ausgezeichnet.

### Dritter Test in Delhi
| 23. – 28. Dezember Scorecard | Delhi | England 476-9d (156.4) & 68-0d (19) | – | Indien 487 (160.1) |
|                              |       | Remis                               |   |                    |

England gewann den Münzwurf und entschied sich als Schlagmannschaft zu beginnen. Als Spieler des Spiels wurde Chris Tavaré ausgezeichnet.

### Vierter Test in Kalkutta
| 1. – 6. Januar Scorecard | Kalkutta | England 248 (108.2) & 265-5d (90) | – | Indien 208 (100) & 170-3 (83) |
|                          |          | Remis                             |   |                               |

England gewann den Münzwurf und entschied sich als Schlagmannschaft zu beginnen. Als Spieler des Spiels wurde Keith Fletcher ausgezeichnet.

### Fünfter Test in Madras
| 13. – 18. Januar Scorecard | Madras | Indien 481 (152.1) & 160-3d (50) | – | England 328 (155.5) |
|                            |        | Remis                            |   |                     |

England gewann den Münzwurf und entschied sich als Feldmannschaft zu beginnen. Als Spieler des Spiels wurde Gundappa Viswanath ausgezeichnet.

### Sechster Test in Kanpur
| 30. Januar – 4. Februar Scorecard | Kanpur | England 378-9d (115.2) | – | Indien 377-7d (122) |
|                                   |        | Remis                  |   |                     |

England gewann den Münzwurf und entschied sich als Schlagmannschaft zu beginnen.